# 如意橋
如意橋（英: Ruyi Bridge、中: 如意桥）は、中華人民共和国浙江省台州市にある、神仙居渓谷を渡る歩行者用橋である。

## 建設の背景
建設地は神仙居風景区にある神仙居の西の峡谷に位置する。2017年に架橋計画が始動。構造用鋼のデザイナーの何雲昌（He_Yunchang）により設計され、観光名所とすべく床面の一部をガラス張りとした。2020年9月に完成。同年11月までに20万人が訪れた。

## 構造とデザイン
地上140メートルの渓谷に架かり、全長は約100m。中国の幸運のシンボルである玉如意をイメージした、波打つような曲線状の3本の橋桁で構成される。一部の床はガラス張りにしている。シドニー・モーニング・ヘラルドの記者のマドレーヌ・グレイは、橋の外観を「DNAの二重らせんと未来的なサウロンの目が混ざったもの」と表現した。
何雲昌は、2008年北京オリンピックのメインスタジアムである北京国家体育場（愛称 鳥の巣）のデザインも手掛けている。

## 逸話
カナダの宇宙飛行士クリス・ハドフィールドは、2020年11月に「I'd want better handrails. （もっといい手すりが欲しい）」のコメントを添えて、ドローンで撮影したこの橋の動画をTwitterに投稿した。多くの視聴者は動画の真偽を疑ったが、のちのスノープスによる調査で、ディープフェイクではなく本物であることが判明した。